# حوزه انتخابیه مسیحیان ارمنی شمال
حوزهٔ انتخاباتی مسیحیان ارمنی شمال یکی از حوزه‌های اقلیت‌های دینی برای انتخابات مجلس شورای اسلامی است. این حوزه به مرکزیت تهران، ۱ نماینده دارد.
طبق اصل ۶۴ قانون اساسی، زرتشتیان و کلیمیان هر کدام یک نماینده و مسیحیان آشوری و کلدانی مجموعاً یک نمایند و مسیحیان ارمنی جنوب و شمال هرکدام یک نماینده انتخاب می‌کنند.

## مسیحیان ارمنی شمال
| دوره    | نام نماینده      | تعداد آرا |
| ------- | ---------------- | --------- |
| اول     | هرایر خالاتیان   | ۲۰٬۳۵۲    |
| دوم     | وارطان وارطانیان |           |
| سوم     | وارطان وارطانیان | ۲۲٬۸۸۹    |
| چهارم   | وارطان وارطانیان | ۲۲٬۸۸۹    |
| پنجم    | وارطان وارطانیان | ۲۲٬۸۸۹    |
| ششم     | لون داویدیان     | ۲۳٬۱۰۸    |
| هفتم    | گئورک وارطان     | ۱۳٬۴۹۸    |
| هشتم    | گئورک وارطان     | ۱۰٬۸۵۷    |
| نهم     | کارن خانلری      |           |
| دهم     | کارن خانلری      | ۸٬۶۳۱     |
| یازدهم  | آرا شاوردیان     | ۳,۴۹۳     |
| دوازدهم | آرا شاوردیان     | ۵,۰۵۸     |

## پی‌نوشت و منبع
1. ↑  «فهرست نمایندگان دوره اول، حوزه انتخابیه نمایندگان اقلیت». بایگانی‌شده از روی نسخه اصلی در ۲۳ دسامبر ۲۰۱۵.
2. ↑  «فهرست نمایندگان دوره دوم، حوزه انتخابیه نمایندگان اقلیت». بایگانی‌شده از روی نسخه اصلی در ۶ ژانویه ۲۰۱۶.
3. ↑  «فهرست نمایندگان دوره ششم، حوزه انتخابیه نمایندگان اقلیت». بایگانی‌شده از روی نسخه اصلی در ۶ ژانویه ۲۰۱۶.
4. ↑  «فهرست نمایندگان دوره هفتم، حوزه انتخابیه نمایندگان اقلیت». بایگانی‌شده از روی نسخه اصلی در ۲۶ ژانویه ۲۰۱۶.
5. ↑  «فهرست نمایندگان دوره نهم و دوره دهم، حوزه انتخابیه تهران». بایگانی‌شده از روی نسخه اصلی در ۱ اوت ۲۰۱۵.

- «جدول حوزه‌های انتخابیه در انتخابات نهمین دورهٔ مجلس شورای اسلامی» (PDF). مرکز پژوهش و سنجش افکار صدا و سیما. بایگانی‌شده از اصلی (PDF) در ۵ اكتبر ۲۰۱۸. دریافت‌شده در ۱۵ آوریل ۲۰۱۶. تاریخ وارد شده در |archive-date= را بررسی کنید (کمک)